# فيل بورنيو
فيل بورنيو (الاسم العلمي: Elephas maximus borneensis) (بالإنجليزية: Borneo elephant)‏ هو نويع من الحيوانات يتبع نوع الفيل الآسيوي الكبير من جنس الفيل الآسيوي. اختبارات الحمض النووي أظهرت أن الفيلة التي تعيش في جزيرة بورنيو التي تتقاسمها إندونيسيا وماليزيا هي نوع فرعي متميز وراثياً من الفيل الآسيوي، ولديه خصائص مختلفة عن أقربائه في قارة آسيا وسومطرة، وهي أصغر حجماً ويطلق عليها فيلة بورنيو الأقزام، وهي معتدلة المزاج ونسبياً أسهل ترويضاً من الفيلة الآسيوية الأخرى.